# Тубеншлак, Даниил Григорьевич
Даниил (Данила) Григорьевич Тубеншлак (укр. Данило Григорович Тубеншлак; 1 мая 1937, Мурафа, Винницкая область — 7 октября 2018) — советский и украинский спортсмен, тренер. Мастер спорта СССР по борьбе самбо, греко-римской и вольной борьбе, судья всесоюзной категории по борьбе, награждён знаком «Отличник физической культуры и спорта».

## Биография
Родился 1 мая (по другим данным 2 февраля) 1937 года в селе Мурафа Шаргородского района Винницкой области Украинской ССР в еврейской семье.
Во время Великой Отечественной войны попал с матерью в винницкое гетто, остались живы. После войны, в 1946 году, его семья переехала в Черновцы. В юности занимался различными видами спорта — лёгкой атлетикой, футболом, волейболом. Его тренером по волейболу был Юрий Андреевич Шиманский, Даниил играл за сборную области и был капитаном команды. Затем начал заниматься легкой атлетикой и был чемпионом области среди юношей по прыжкам в высоту и длину, тройном прыжке, толкании ядра и метании молота. Затем он занялся борьбой и в 1959 году выступал за сборную команду сборную области. Дебютировал в этом же году, стал серебряным призёром чемпионата Украины, даже не зная толком всех правил. Занимаясь далее борьбой, он выполнил норматив мастера спорта СССР в трех видах борьбы — греко-римской (1961), вольной (1962) и самбо (1968). Был чемпионом СССР по классической борьбе и борьбе самбо; 24-кратный чемпион республиканского совета ДСО «Спартак» в четырёх видах борьбы (классическая, вольная, самбо, дзюдо); неоднократным победителем и призёром республиканских и всесоюзных соревнований.
Продолжая заниматься борьбой, стал работать тренером в этом виде спорта. Подготовил около 60 мастеров спорта СССР, а также мастеров спорта международного класса, которые были многократными призёрами чемпионатов Украины, СССР и международных соревнований. В числе его воспитанников — Виктор Король, Марк Бергер (бронзовый призёр Олимпиады-1984 в Лос-Анджелесе, живёт в Канаде), Дмитрий Кинащук и Анатолий Артемчук (ныне профессор медицины, живёт в Харькове), а также Ольга Николайчук — призёр чемпионатов мира и Европы по самбо и победительница Спартакиады Украины в дзюдо и самбо.
С 1993 года Даниил Тубеншлак стал жить в США. Его жена — Ольга Николаевна в Черновцах работала психиатром, а после учёбы в США стала психотерапевтом, доктором наук. Сын Олег работает ведущим музыкальных программ американского радио на русском языке в Нью-Йорке.
В Черновцах проводится международный турнир по борьбе дзюдо на призы Даниила Тубеншлака.